# Tabaluga und die Zeichen der Zeit
Tabaluga und die Zeichen der Zeit ist ein Kinder-Konzeptalbum des deutschen Musikers Peter Maffay. Es ist der fünfte Teil der Tabaluga-Albenreihe.

## Entstehung und Veröffentlichung
Die Erstveröffentlichung von Tabaluga und die Zeichen der Zeit erfolgte am 7. Oktober 2011 bei Ariola. Das Album erschien in seiner Originalausführung als CD und Download mit 20 Titeln (Katalognummer: 88697 83132 2). Am gleichen Tag erschien eine „Premium Edition“ mit einer Bonus-CD und deiner Bonus-DVD (Katalognummer: 88697 92973 2), diese erschien wiederum nochmals in einer erweiterten Fassung, die nochmals zwei Bonustitel beinhaltet (Katalognummer: 88697 92975 2).
Die Musik und Texte aller Titel wurden von Gregor Rottschalk (3, 4, 6, 8, 9, 11, 13, 14, 16, 18), Katrin Schröder (3, 4, 6, 11, 13, 14), Rupert Keplinger (3, 4, 6, 13, 14), Yoyo Röhm (6, 8, 9), Carl Buskohl (8), Bertram Engel (9), Peter Keller (11), Peter Hinderthür (14), Ken Taylor (16), Pascal Kravetz (18) und Peter Maffay (20) komponiert beziehungsweise geschrieben. Für die Produktion aller Lieder zeichneten gemeinsam Keller und Maffay verantwortlich.

## Inhalt und Stil
Bei Tabaluga und die Zeichen der Zeit handelt es sich stilistisch um ein Pop-Rock-Album, das als Musical für Kinder aufgebaut ist, auf dem sich erzählte Passagen und Lieder abwechseln. Inhaltlich behandelt das Album überwiegend Lieder, die sich mit dem Thema Zeit auseinandersetzen.

## Titelliste
1. Präludium in C – 2:28 (Sprecher)
2. Alt wie ein Stein – 6:22
3. Die Eintagsfliege – 3:31
4. Arktos tritt auf – 1:09 (Sprecher)
5. Der gutgelaunte Fremde – 3:54
6. Zeiterscheinung – 0:40 (Sprecher)
7. Time Is Money – 4:30
8. Ich hatte keine Zeit für dich – 5:44
9. Aufbruch – 0:11 (Sprecher)
10. Revolution – 4:08
11. Zebralogie – 1:07 (Sprecher)
12. Die vier Jahreszeiten – 4:10
13. Der geliebte Feind – 5:06
14. Auf dem Basar – 0:57 (Sprecher)
15. Die Wunderuhr – 4:28
16. Offenbarung – 1:50 (Sprecher)
17. Die Zeit hält nur in Träumen an – 4:18 (feat. Mandy Capristo)
18. Prophezeiung – 1:12 (Sprecher)
19. Alles im Leben hat seine Zeit – 3:46

### Titelliste (Bonus-CD)
1. Alt wie ein Stein [Version 2] – 4:44
2. Die Eintagsfliege [Version 2] – 3:18
3. Der gutgelaunte Fremde [Version 2] – 3:13
4. Time Is Money [Version 3] – 2:53
5. Ich hatte keine Zeit für dich [Version 2] – 4:00
6. Revolution [Version 2] – 3:17
7. Die vier Jahreszeiten [Version 2] – 3:56
8. Der geliebte Feind [Version 2] – 3:33
9. Die Wunderuhr [Version 2] – 3:13
10. Die Zeit hält nur in Träumen an [Version 3] – 4:23
11. Alles im Leben hat seine Zeit [Version 2] – 4:04
12. Time Is Money [Version 2] – 3:12 (Bonustitel)
13. Die Zeit hält nur in Träumen an [Version 2] – 5:04 (Bonustitel)

### Titelliste (Bonus-DVD)
1. Tabaluga & Die Zeichen Der Zeit (Dokumentation)
2. Interview
3. Die Zeit hält nur in Träumen an (Video)
4. Making of Video

## Rezensionen
Laut.de urteilte: „Herrliche Lichtblicke und Weisheiten halten die Zeichen der Zeit bereit.“ Drei von fünf Sternen wurden vergeben.

## Kommerzieller Erfolg

### Chartplatzierungen
| ChartsChartplatzierungen | Höchstplatzierung | Wochen |
| ------------------------ | ----------------- | ------ |
| Deutschland (GfK)        | 1 (44 Wo.)        | 44     |
| Schweiz (IFPI)           | 32 (5 Wo.)        | 5      |

| ChartsJahrescharts (2011) | Platzierung |
| ------------------------- | ----------- |
| Deutschland (GfK)         | 22          |

| ChartsJahrescharts (2012) | Platzierung |
| ------------------------- | ----------- |
| Deutschland (GfK)         | 40          |

### Auszeichnungen für Musikverkäufe
| Land/Region        | Auszeichnungen für Musikverkäufe (Land/Region, Auszeichnung, Verkäufe) | Verkäufe |
| ------------------ | ---------------------------------------------------------------------- | -------- |
| Deutschland (BVMI) | 2× Platin                                                              | 400.000  |
| Insgesamt          | 2× Platin ·                                                            | 400.000  |